# Zagyva Imre
Zagyva Imre (Debrecen, 1809. november 5. – Debrecen, 1882. február 13.) református lelkész.

## Élete
Zagyva József és Szabó Csáti Mária fia. Debrecenben a református kollégium felső osztályába lépett. Két évig vidéken nevelő és Békésen iskolaigazgató is volt. 1836-ban Berlinben tanult az egyetemen. 1837-től Debrecenben volt segédlelkész, 1842. május 1-től ugyanott rendes lelkész egészen haláláig.

## Munkája
- Templomban mondandó köznapi imádságok. Debreczen, 1869.